# Скрипка
Скри́пка — струнно-смычковый музыкальный инструмент с четырьмя струнами, настроенными по квинтам: Gм D1 A1 E2. 
Самая высокая регистровая разновидность скрипичного семейства, ниже которой располагаются альт, виолончель и контрабас. Вместе с фортепиано скрипка является главным инструментом академической (классической) музыки. С середины XVIII века она составляет основу симфонического оркестра и струнного квартета. Как народный инструмент продолжает бытовать среди поляков, белорусов (см. троисти музыки), евреев (см. клезмер), северо-западных русских, чехов, латышей, шведов, норвежцев, эстонцев, венгров, румын, молдаван, цыган (см. тараф) и других народов. В США применяется в музыке кантри, в Индии — в классической музыке традиции карнатака.

## История

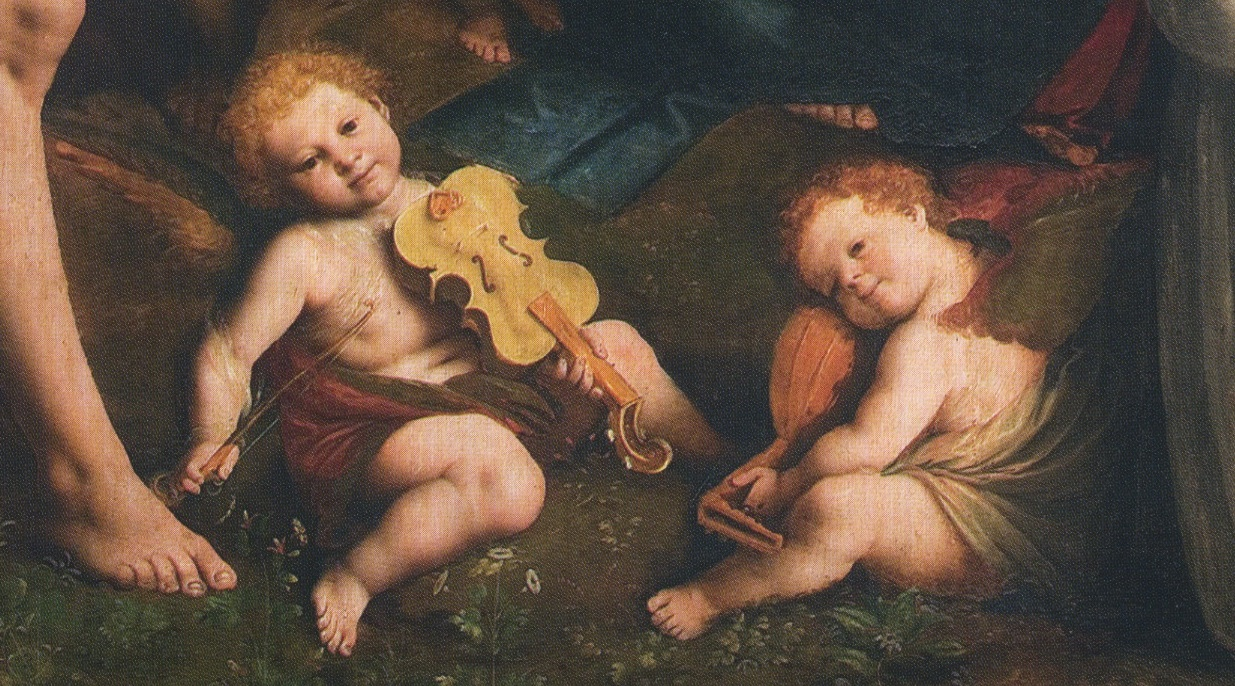
Г. Феррари. Мадонна апельсиновых деревьев, фрагмент

Скрипка стала результатом дальнейшего развития таких инструментов как фидель (виела), лира да браччо и ребек. Исследования 1970-х годов показали историческую связь скрипки с народными струнно-смычковыми музыкальными инструментами славян, в том числе южных и западных. Уже в XIV веке народные музыканты в Польше, западных регионах Украины и Беларуси использовали трёхструнные смычковые инструменты с настройкой по квинтам без ладов на грифе, тогда как в Западной Европе в этот период в основном использовались инструменты с большим количеством струн, ладами на грифе и настройкой по терциям и квартам. К концу 1400-х годов в польской народной музыкальной культуре уже сформировался так называемый предклассический тип скрипки. В 1500-е годы упоминания о польских скрипках встречаются у немецкого музыкального теоретика М. Агриколы, а позже у М. Преториуса.
Наиболее ранние изображения скрипок близкой к классической формы встречаются в скульптурных композициях начала XVI века также в Польше (Гданьск, Краков), одно из самых ранних изображений скрипки (трёхструнной, по форме далёкой от классической) в итальянской живописи — картина Гауденцио Феррари «Мадонна апельсиновых деревьев» (1529). Австрийская музыкальная энциклопедия пишет о существовании таких скрипок переходной формы — с тремя струнами (Соль, Ре и Ля) и грифом без ладов, как у ребека, и формой, фигурными прорезями и вытянутой шейкой, как у лиры да браччо, — около 1520 года в районе Милана. Четвёртая струна, по-видимому, появилась на итальянской скрипке ближе к 1550 году, однако даже в ранних скрипичных сонатах Бьяджо Марини (начало XVII века) мелодия в основном написана для трёх струн, а четвёртая, басовая, используется только изредка. С другой стороны, в начале 1700-х годов некоторое время существовали пятиструнные скрипки.
Первые школы скрипичных мастеров появились на севере Италии. Мастера экспериментировали с формой и размерами инструмента, и номенклатура второй половины XVI века запутана и непоследовательна: так, в произведениях Дж. Габриели термин «violini» относится к инструментам, близким к современному альту, а опубликованный в 1592 году трактат Людовико Цаккони «Музыкальная практика» включает в это понятие и альты, и скрипки с более высоким строем. В 1560—1621 годах своего расцвета достигает брешианская школа Гаспаро Бертолотти и его ученика Дж. П. Маджини. В Кремоне основывается школа Андреа Амати (1505—1577), мастерами которой, А. Страдивари (1644—1737) и Дж. Гварнери (1698—1744), конструкция и звучание скрипки доводится до совершенства. Современную форму скрипке придал Амати, а оптимальная длина корпуса скрипки в 35,5 см была установлена экспериментальным путём Антонио Страдивари. Ко второй половине XVIII века у скрипок уменьшилась выпуклость обеих дек, стала более длинной шейка, была усилена пружина, увеличена высота подставки, которая также стала тоньше. Эти изменения привели к изменению диапазона, тембр стал более насыщенным и ярким по сравнению с интимным звучанием более старых образцов. Известные представители других школ: австрийско-немецкой — Я. Штайнер (1617—1683), Клотц; французской — Ж. Б. Вильом (1798—1875); российской — И. А. Батов (1767—1841), А. И. Леман (1859—1913):7, Т. Ф. Подгорный (1873—1958), Е. Ф. Витачек (1880—1946).
Смычок современного типа разработан в 1775—1780-х годах французским мастером Ф. Туртом. Сурдина для скрипки введена в употребление не позднее 1636 года, когда её упоминает М. Мерсенн, а к 1678 году уже широко использовалась скрипачами в Венской придворной опере. Подбородник изобретён в 1820-е годы немецким скрипачом Л. Шпором, а в 1834 году в П. Байо в своей книге «Искусство скрипки» впервые упомянул использование мостика для лучшего размещения инструмента на плече. Массовое ремесленное, а затем фабричное производство скрипок началось в конце XVIII века, что привело к постепенному исчезновению школ скрипичных мастеров.
Самые ранние ноты музыки, предназначенной для скрипичного исполнения, относятся к началу XVII века, хотя возможно, что скрипка до этого использовалась для замещения певческого голоса в некоторых произведениях. В начале 1600-х годов популяризатором нового инструмента стал музыкальный теоретик и композитор Агостино Агаццари, подчёркивавший его универсальные возможности. В начале XVII века скрипка вошла в состав оркестра, где одним из первых её стал использовать К. Монтеверди для исполнения оперы Орфей (1607). Первые сольные произведения — сонаты с бассо континуо — написаны также в начале 1600-х годов Б. Марини, М. Учеллини, Дж. Легренци, Дж. Б. Витали. Первые произведения концертного стиля созданы А. Яжембским (1627) и Дж. Торелли, сочинения с признаками кончерто гроссо — А. Страделлой (1676), А. Корелли (1680). К середине XVIII века скрипки стали основой симфонического оркестра классического состава и струнного квартета. Ансамбли скрипачей возникли ещё до этого момента — уже при дворе короля Людовика XIII существовал «ансамбль 24 скрипок», сопровождавший своей музыкой придворные балеты и застолья.
В XVII—XVIII веках формируются скрипичные композиторские школы: итальянская (А. Вивальди, Ф. Джеминиани, П. Локателли, Д. Тартини, Г. Пуньяни), французская (Ж.Б. Люлли, Ж.М. Леклер, П. Гавинье, Д.Б. Виотти), польская (А. Яжембский, Ф. Дурановский, Ф. Яневич), чешская (Ф. Бенда, Я. Стамиц, П. Враницкий, А. Враницкий), немецкая (И. Вальтер, И. Вестхоф), австрийская (Г. Бибер, К. Диттерсдорф), русская (И.Е. Хандошкин). Лучшие образцы скрипичной музыки XVIII века написаны И.С. Бахом, А. Вивальди, Д. Тартини, Г. Генделем, Й. Гайдном, В.А. Моцартом.
Во 2-й половине XVIII века скрипка из Европы проникла в музыкальную культуру других стран, в особенности уже создавших собственные смычковые инструменты. В частности, в Индии скрипка стала важной частью классической карнатической музыки. Ещё одним регионом, в музыкальной культуре которого прижилась скрипка, стал Ближний Восток. Она также по-прежнему остаётся частью народной музыкальной традиции в Восточной и Северной Европе, а также еврейской и цыганской музыки.

## Конструкция

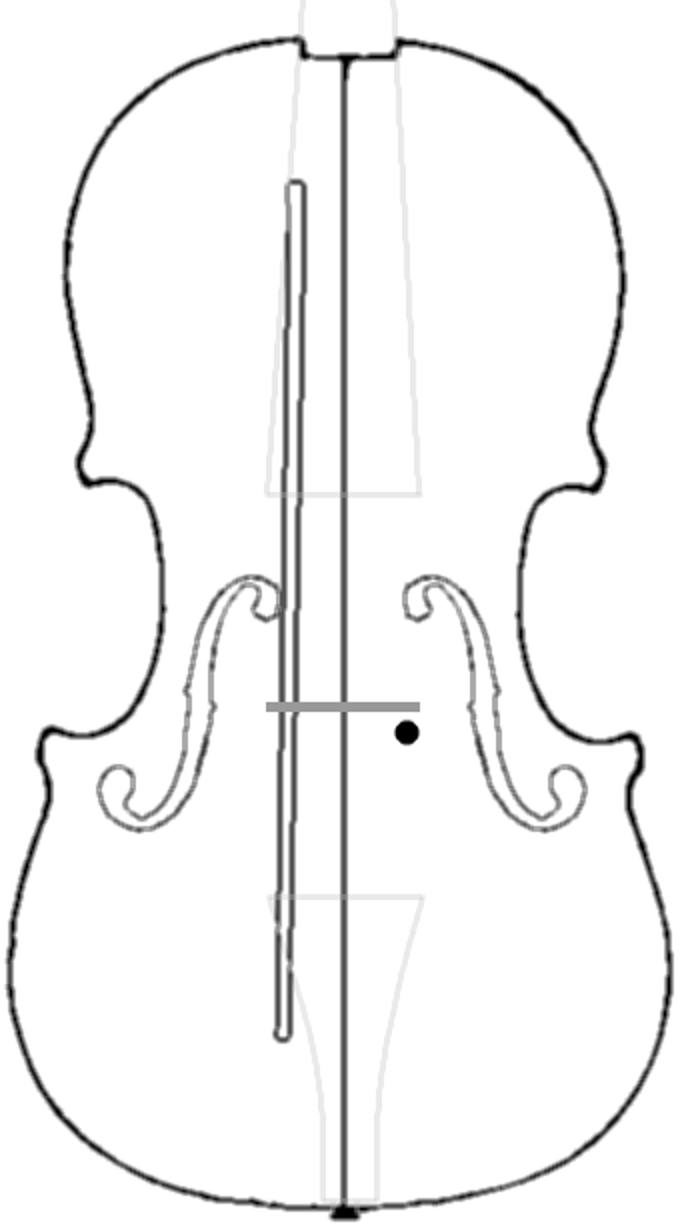
Пружина, подставка, душка
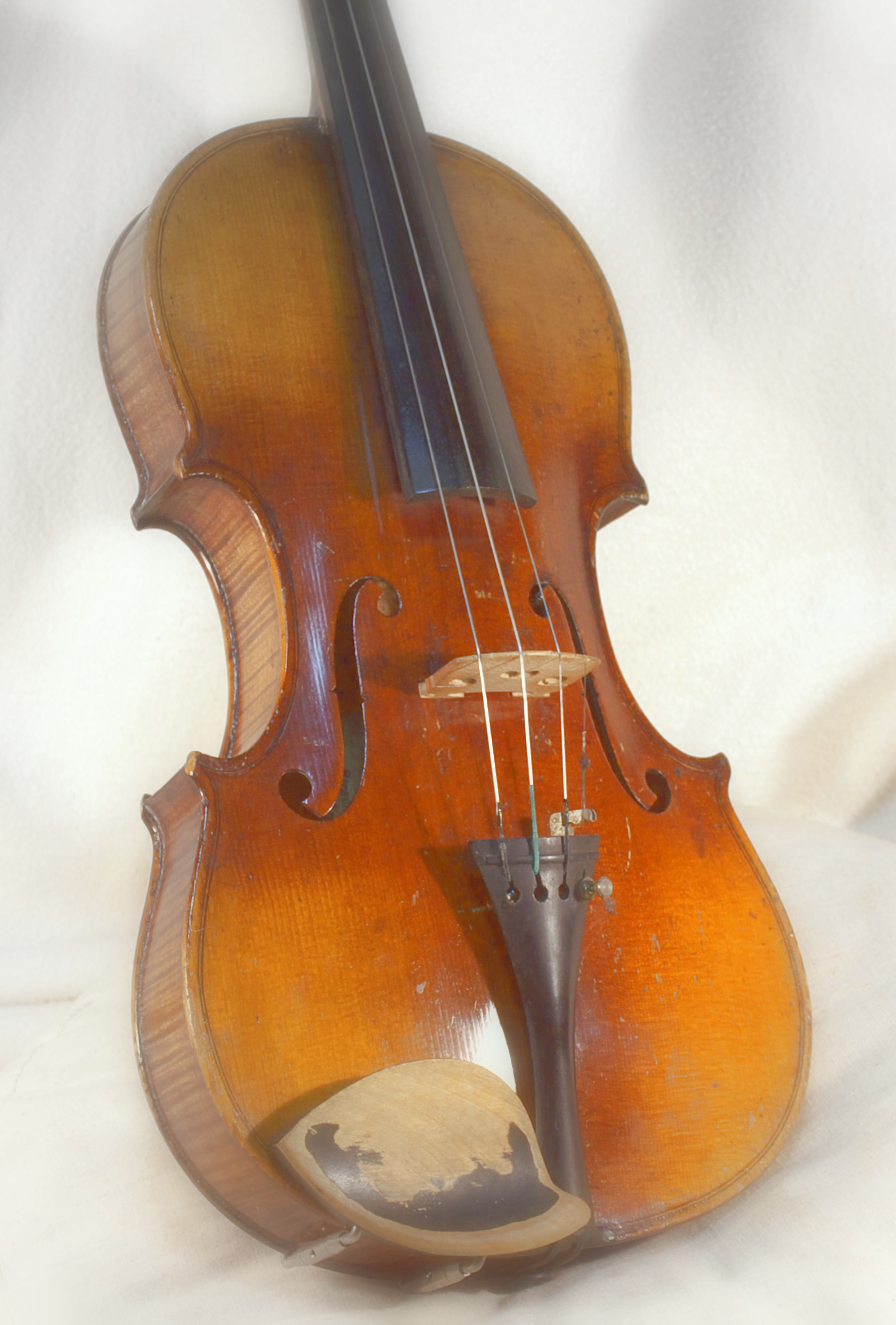
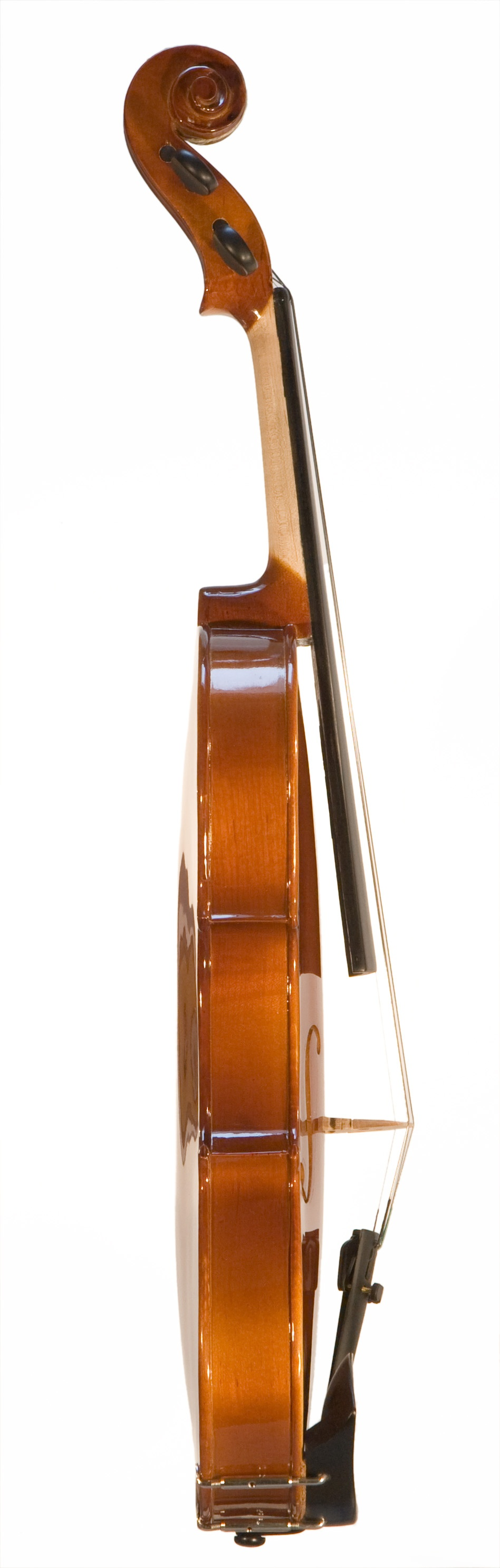

Резонаторный корпус в форме восьмёрки состоит из двух выпуклых дек и узкой рамки между ними, состоящей из шести обечаек, 4 уголков и 2 клёцев. Верхняя дека традиционно изготавливается из широкослойной, или резонансной, ели, нижняя — из клёна белого, или явора. Известны случаи изготовления скрипок из нестандартных материалов (так, в 1985 году в Чехословакии была изготовлена скрипка из стекла).
Деки состоят из верхнего овала, узкой средней части, образуемой двумя эсами (вырезами в форме буквы С, облегчающими ведение смычка), и нижнего овала. В верхней деке, приблизительно в её центре, сделаны резонаторные отверстия (эфы) в форме латинской буквы f. На верхнюю деку опирается подставка для струн. Изнутри дека укреплена пружиной, фигурным бруском, проходящим вдоль деки в районе левой ножки подставки. Между деками, чуть позади правой ножки подставки:221 (см. фото), враспор установлена душка (палочка), передающая колебания от верхней деки к нижней и усиливающая прочность корпуса. На изготовление пружины и душки также идёт древесина резонансной ели. Для украшения скрипки и предотвращения раскалывания её краёв деки обрамлены усом — двумя прожилками тёмного цвета:21-23.

Гриф состоит из накладки без ладков, головки, вклеенной в корпус шейки и пятки. Накладка грифа служит местом прижатия струн. Располагающийся в конце накладки верхний порожек, вместе с подставкой, ограничивает рабочую длину струн (мензуру). Головка состоит из декоративного завитка и колковой коробки с колками, необходимыми для удерживания струн в натянутом состоянии и их настройки. Шейка является опорой для левой руки музыканта. Пятка грифа соединена с верхним клёцем корпуса:21-23. Гриф и колки обычно изготовляются из чёрного дерева.
В нижний клёц вставлена пуговица (короткий стержень со шляпкой), с которой посредством петли соединён струнодержатель (подгрифок). Петля перегибается через нижний порожек, укреплённый край верхней деки. Струны тянутся от струнодержателя и опираются на подставку, далее проходят над поверхностью грифа, через верхний порожек и наматываются на колки:21-23. Подгрифок и пуговица также обычно выполняются из чёрного дерева (в современных скрипках может использоваться пластмасса). Вехняя грань подставки подточена таким образом, чтобы высота между струнами и концом грифа постепенно увеличивалась от тонкой струны к толстой и составляла для полноразмерной скрипки 3,0, 3,8, 4,8, 5,0 мм:220.

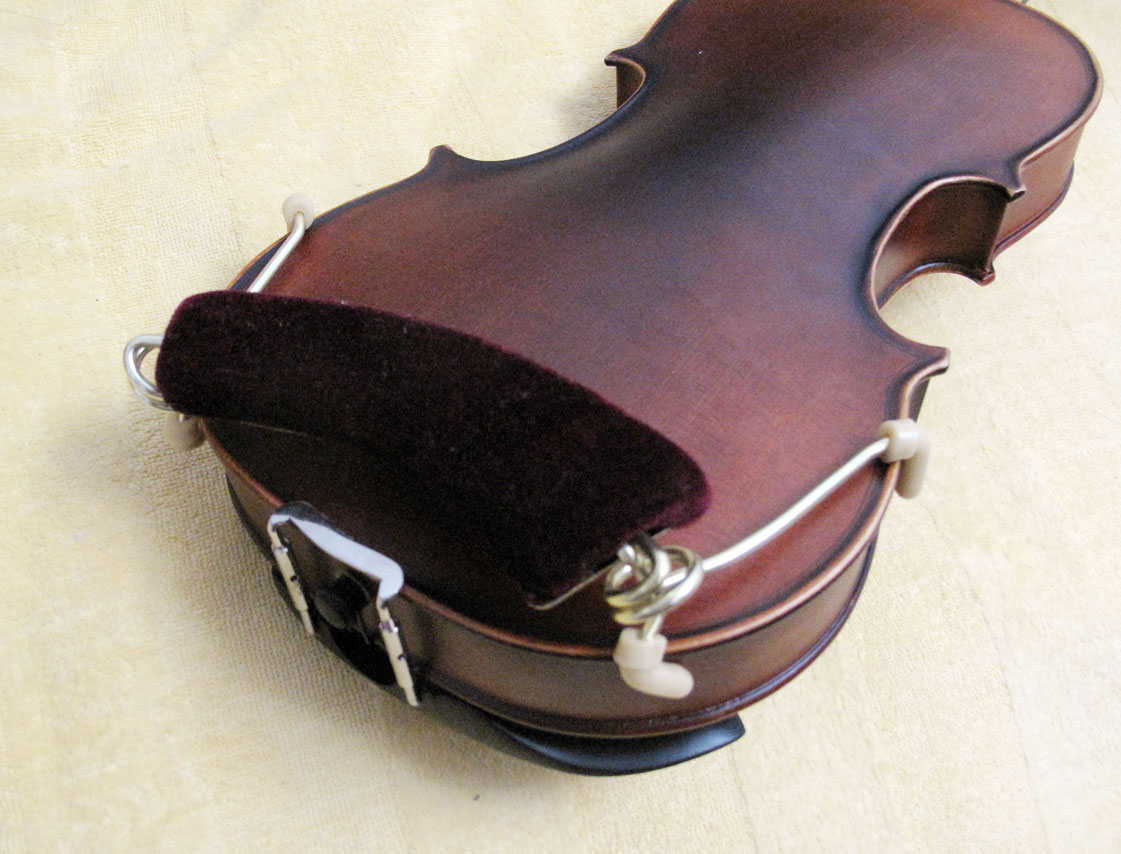
Мостик
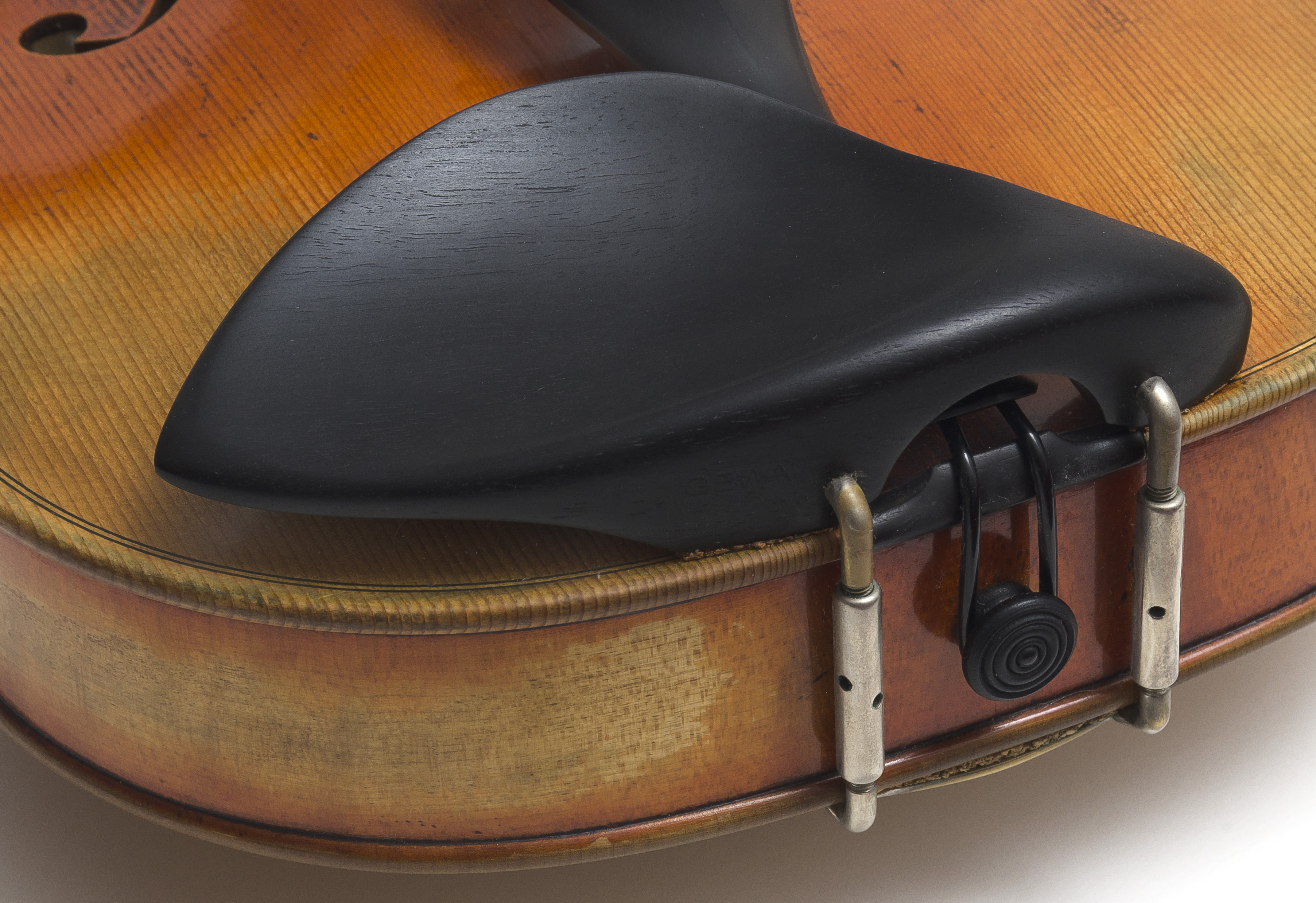
Подбородник, пуговица, петля, нижний порожек, струнодержатель
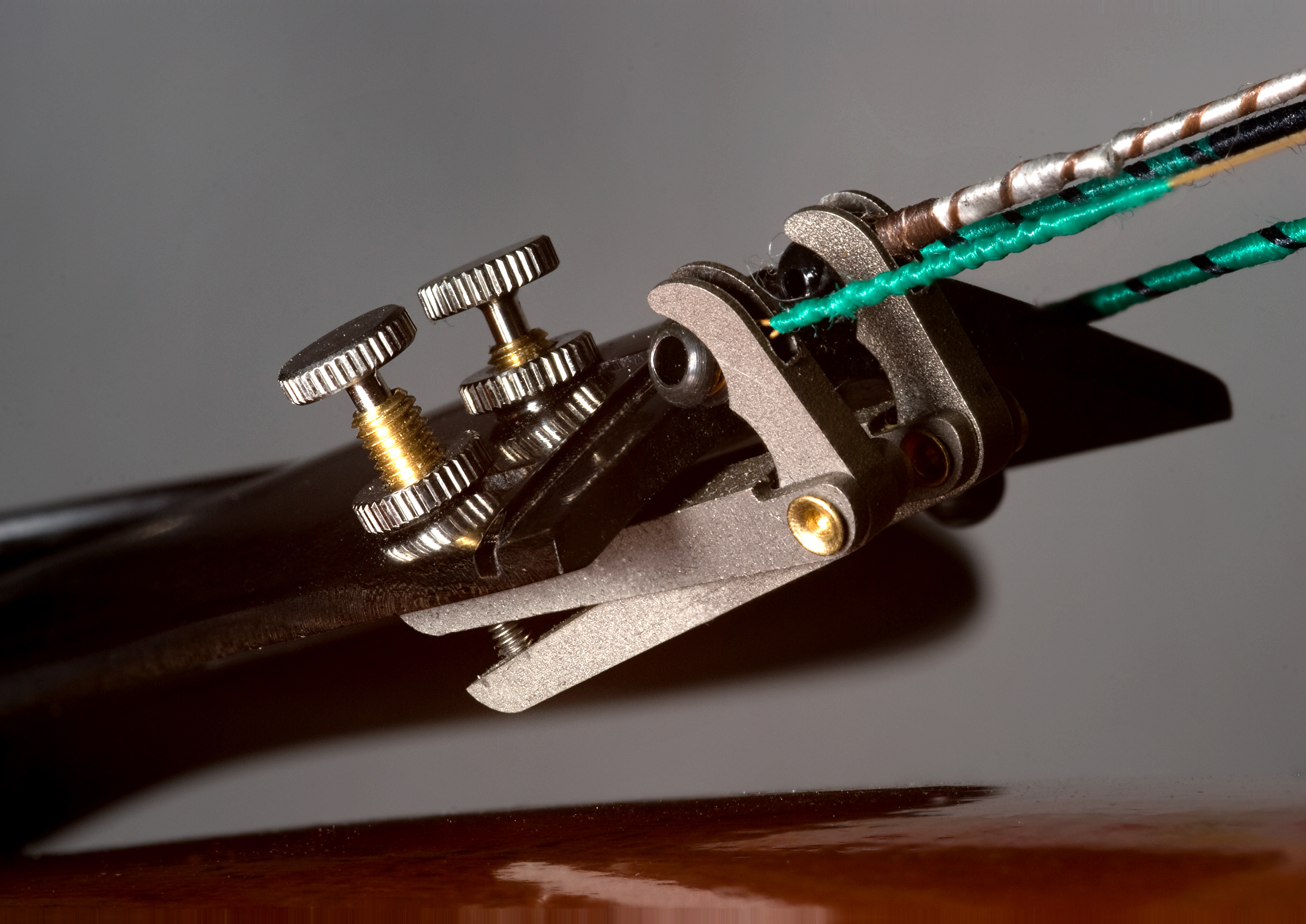
Машинки со струнами Ми и Ля
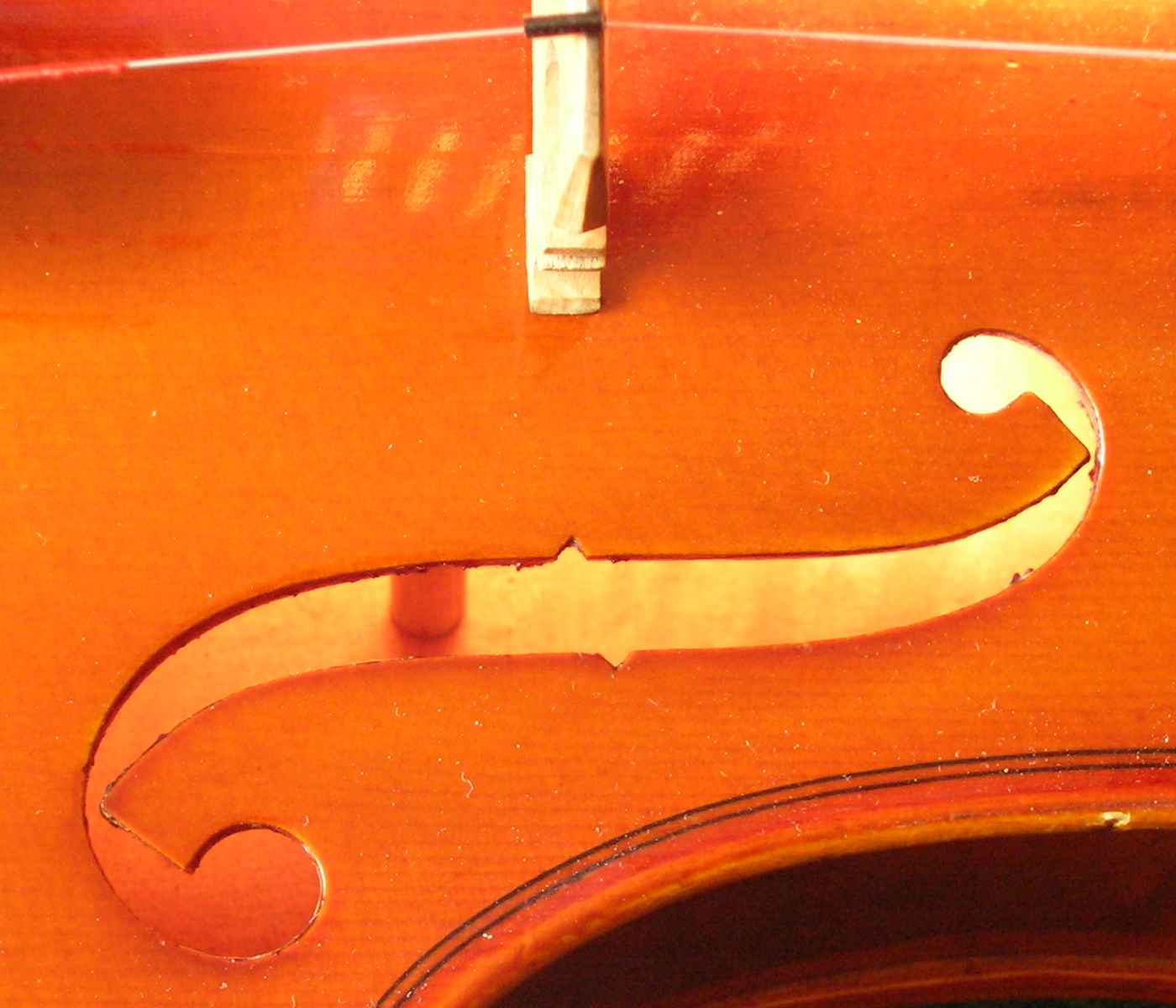
Душка внутри скрипки
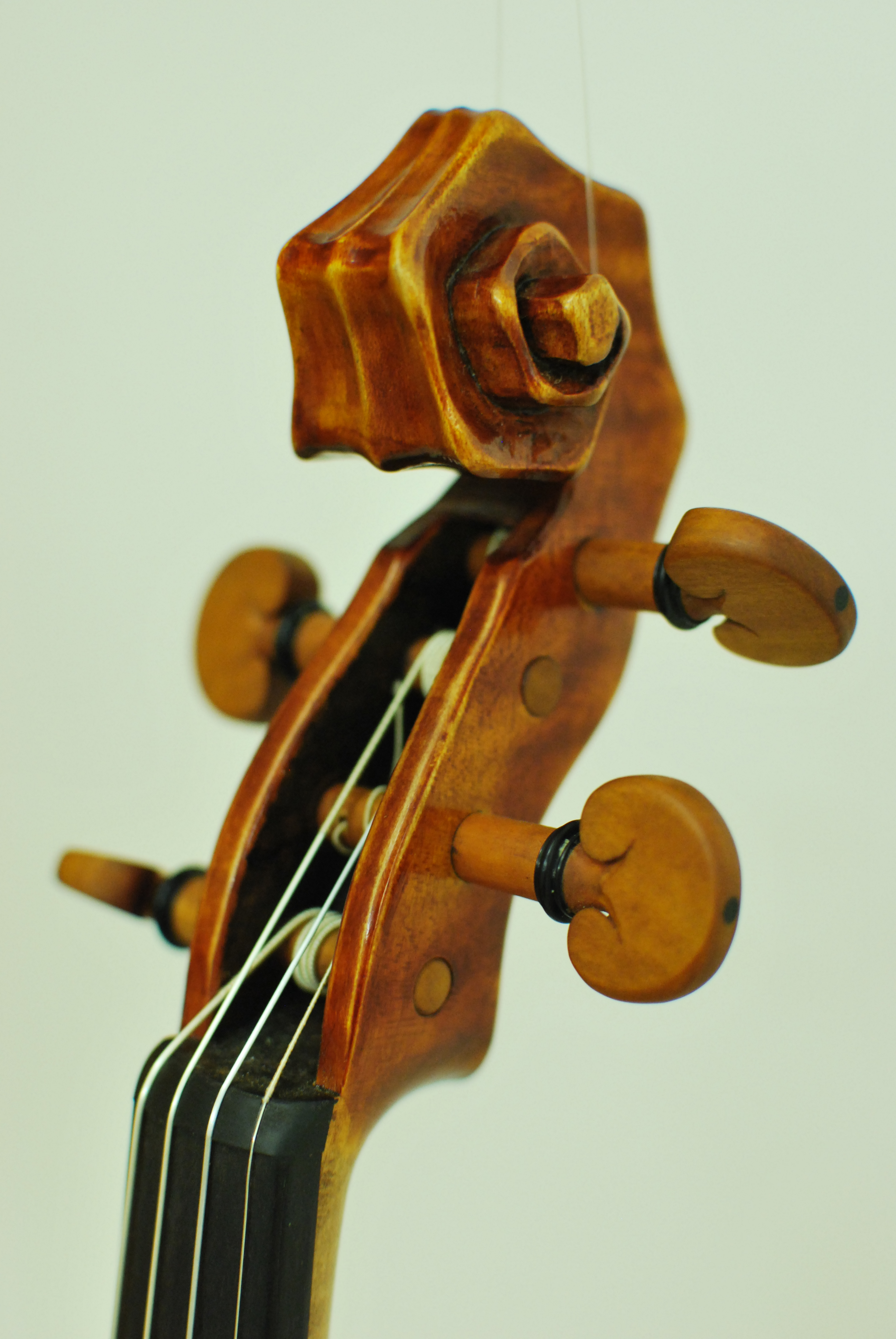
Головка

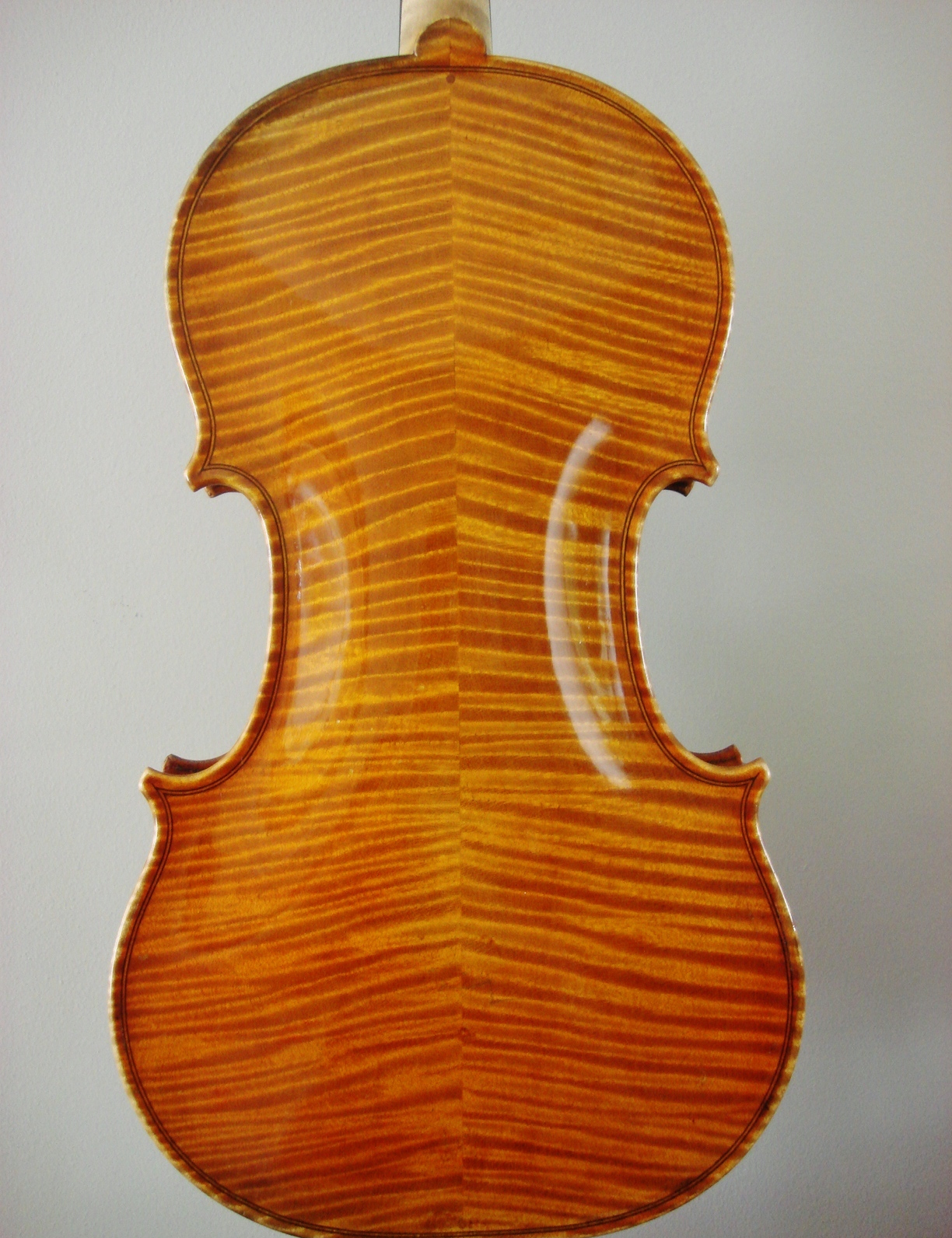
Рисунок «ёлочка»
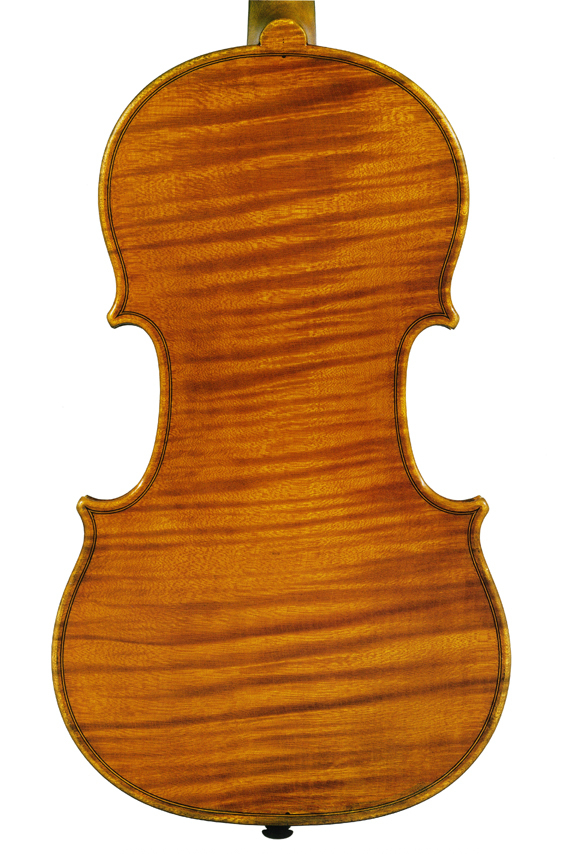
Рисунок «поперечный»

Дополнительные принадлежности:23-25:
- Мостик — служит для удобного расположения скрипки на плече.
- Подбородник — для удобства удерживания скрипки подбородком.
- Машинка — устройство для точной настройки натяжения струн, устанавливаемое в отверстие струнодержателя. Особенно необходимо для самой тонкой струны Ми.
- Сурдина — грузик, надеваемый на подставку для уменьшения громкости или изменения тембра звучания.

Наружные поверхности скрипки загрунтованы и покрыты лаком. При помощи лака на задней деке и обечайке фабричных скрипок массового изготовления может создаваться волнистый рисунок, имитирующий естественный рисунок клёна-явора, применяющегося для более дорогих скрипок индивидуального изготовления (мастеровых):116-120.
На скрипке играют смычком, состоящим из деревянной основы (трости) и пучка длинных жёстких волос с хвоста лошади:145. Перед игрой во́лос натягивается (при помощи винта на колодке смычка) и натирается канифолью (для увеличения трения со струной).

## Струны
Скрипка — самый маленький по размеру и самый высокий по тесситуре инструмент в скрипичном семействе. Её диапазон превышает четыре октавы. Настройка четырёх струн квинтовая:
- 4-я струна — Соль малой октавы. Струна называется баском[7]:32.
- 3-я струна — Ре первой октавы.
- 2-я струна — Ля первой октавы. Средние струны называются секундой и терцией (лат. secunda — вторая, tertia — третья)[13][14].
- 1-я струна — Ми второй октавы. Носит название квинты[7]:32.

Струна Ля настраивается по камертону Ля или фортепиано. Остальные струны настраиваются на слух по чистым квинтам: струны Ми и Ре от струны Ля, струна Соль от струны Ре. Перед настройкой проверяется местоположение подставки, она должна находиться на линии между вершинами внутренних зарубок на эфах (см. фото):124.

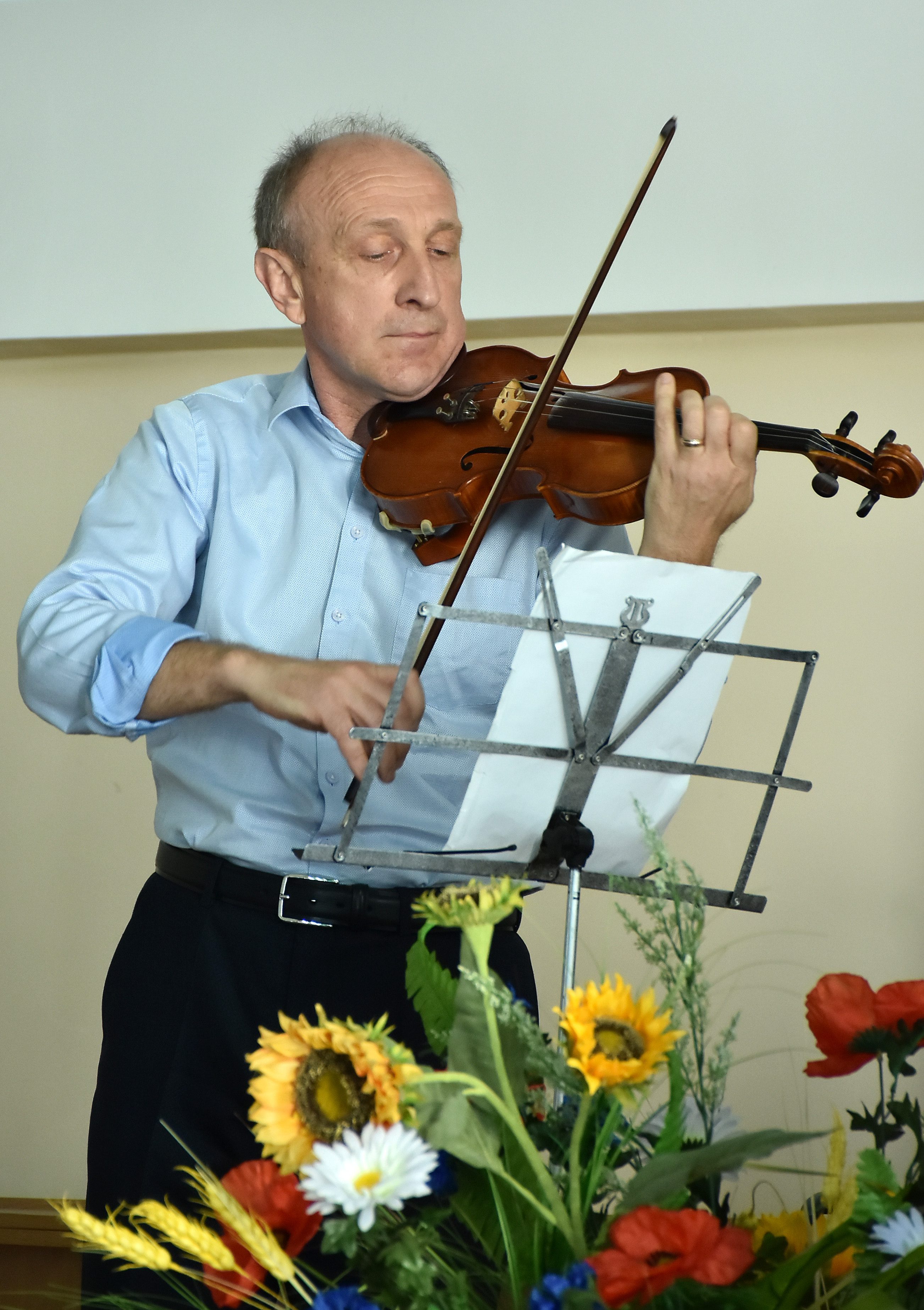
Игра на классической скрипке

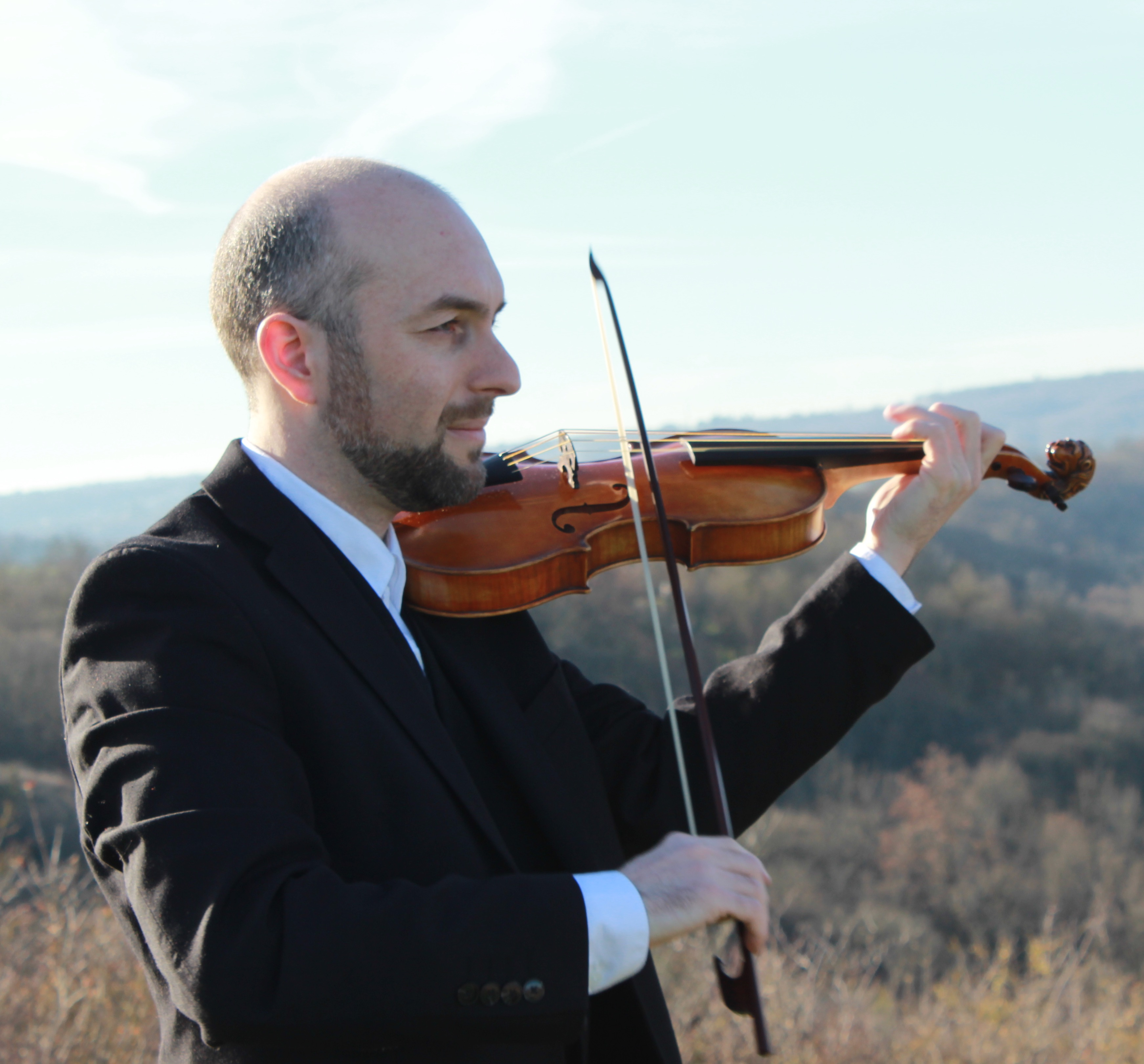
Игра на барочной скрипке без подбородника, мостика и машинок, с жильными струнами

Изначально на скрипках применялись жильные струны без обмотки, сделанные из кишок овец и других видов домашнего скота. Затем струну Соль стали делать из более тонкой жильной основы (сердечника) и проволочной навивки, что увеличило её гибкость, отзывчивость на прикосновения смычка, удобство игры и тембральную окраску. Такие струны продолжают использоваться в аутентичном исполнительстве. Современный стандартный набор струн состоит из 1-й стальной струны без обмотки, 2-й, 3-й и 4-й струн со стальным сердечником и плоской обмоткой из алюминия, нейзильбера, серебра и других металлов. Сердечник особых видов струн изготавливается из плетёного металлического тросика или пучка синтетических волокон:153-155,169.

## Размеры
Кроме скрипки стандартного размера существуют уменьшенные её версии, предназначенные для детей. Редко встречающийся размер 7/8 может использоваться и взрослыми с недостаточной для полной скрипки длиной рук. Скрипка такого размера изготавливается у мастера на заказ.
| Размер скрипки:21 | Общая длина, см | Длина деки | Ширина | Мензура | Длина смычка:29 |
| ----------------- | --------------- | ---------- | ------ | ------- | --------------- |
| 4/4               | 60,0            | 35,5       | 20,7   | 33,0    | 74,0            |
| 7/8               | 58,1            | 34,5       |        |         |                 |
| 3/4               | 56,5            | 33,5       | 19,5   | 31,1    | 66,5            |
| 1/2               | 53,5            | 31,5       | 18,4   | 29,3    | 61,5            |
| 1/4               | 47,5            | 28,0       | 16,3   | 26,0    | 56,5            |
| 1/8               | 44,5            | 25,5       | 14,9   | 23,6    | 51,5            |

## Приёмы игры
Различные способы ведения смычка по струнам называются штрихами, основные из них:21:
- Деташе — каждая нота извлекается отдельным движением смычка с последующим изменением его направления.
- Легато — последовательность нот исполняется одним движением смычка с одновременной работой левой руки или перемещением смычка на соседние струны.
- Стаккато — ноты исполняются отрывисто, с резкой атакой и остановкой смычка на струне.
- Спиккато — стакатто с подпрыгиванием смычка после каждой ноты.
- Тремоло — быстрое многократное повторение одной ноты короткими чередующимися движениями.

Дополнительно применяется защипывание струн пальцами (пиццикато). Этот способ звукоизвлечения приобрёл особенную популярность в XX веке, наряду с такими приёмами игры как суль понтичелло (с итал. — «на мостике», ведение смычком по струнам над подставкой), суль тасто (с итал. — «над грифом») и коль леньо (с итал. — «древком смычка»). Безладовый гриф даёт возможность в полной мере использовать такое мощное средство музыкальной выразительности как вибрато.